# تفشي داء ليستريات الشمام الأسترالي 2018
تفشي داء ليستريات الشمام الأسترالي 2018 كان تفشي مرض داء الليستريات الذي تسببه بكتيريا لستيريا مولدة للوحيدات، التي تم تتبعها لاحقًا من الشمام، والذي نماه مزارع عائلة رومبولا في منطقة ريفرينا في نيو ساوث ويلز، أستراليا.
أدى تفشي المرض إلى مقتل ستة أشخاص وإصابة 16 آخرين في أستراليا وإصابة شخصين آخرين في سنغافورة، بعد تناول البطيخ الأحمر المستورد من أستراليا.

## التاريخ
بدأت هيئة الغذاء في نيو ساوث ويلز التحقيق في الصلة بين تفشي مرض الليستريات واستهلاك البطيخ في يناير 2018. أصدرت الهيئة تحذيرًا عامًا لأول مرة في 28 فبراير. دفع هذا جمعية الشمام الأسترالية إلى تحذير المستهلكين من التخلص من أو إعادة مكان الشراء أي شمام تم شراؤه قبل 28 فبراير.
تم تحديد التفشي في النهاية على أنها ناتجة عن ظروف العاصفة الترابية في المنطقة.